# J. Miles Dale
J. Miles Dale ist ein US-amerikanischer Film- und Fernsehproduzent sowie Fernsehregisseur.

## Leben
Miles Dales Vater ist der britische Jazzmusiker Jimmy Dale, der im Alter von 13 Jahren nach Kanada gekommen war und unter anderem Peter Appleyard auf einer Tournee begleitet hatte. In den 1960er Jahren wurde sein Vater musikalischer Leiter von CBC Television, und 1968 zog er mit seiner Familie nach Hollywood, wo er als Musikdirektor für Sendungen wie The Smothers Brothers Show, The Andy Williams Show und The Sonny and Cher Comedy Hour arbeitete. Über die Zeit dort sagt Miles Dale: “The years we lived in Hollywood really de-mystified the celebrity culture for me. It wouldn’t be out of the ordinary for me to come home from school and find the Osmond brothers working in the living-room with my dad, so I have never really been too star-struck.” Mitte der 1970er Jahre ging seine Familie zurück nach Toronto, wo Miles Dales einen Abschluss am Jarvis Collegiate erwarb. Danach besuchte er jeweils für ein Jahr die University of Toronto und die University of British Columbia, bevor er sein Studium abbrach und beschloss, direkt in die Filmindustrie einzusteigen.
Bei der Fernsehshow Bizarre, die von John Byner moderiert wurde, arbeitete er als Laufbursche, was ihm jedoch die Gelegenheit bot, das Filmbusiness von Grund auf zu lernen. Es folgte eine Mitarbeit in der Produktion von Fernsehserien wie Friday the 13th, Top Cops und RoboCop: The Series. Im Jahr 2006 fungierte er als ausführender Produzent des Films Hollywoodland mit Ben Affleck in der Hauptrolle. Weitere Filme mit Dale als ausführender Produzent waren Scott Pilgrim gegen den Rest der Welt, The Thing und The Vow.
Der erste von Dale produzierte Film war Timing von Eric Weinthal aus dem Jahr 1985. Im Jahr 2003 produzierte er Blizzard – Das magische Rentier von LeVar Burton und 2013 Mama von Andrés Muschietti, der ein finanzieller Erfolg wurde. Im August 2017 feierte der von Dale produzierte Film Shape of Water – Das Flüstern des Wassers von Guillermo del Toro im Rahmen der Filmfestspiele in Venedig seine Premiere, der später der Oscar als Bester Film gewinnen sollte. 2018 wurde er in die Academy of Motion Picture Arts and Sciences berufen, die jährlich die Oscars vergibt.
Seit Mitte der 1990er Jahre arbeitet Dale gelegentlich als Fernsehregisseur.

## Filmografie (Auswahl)
- 1985: Timing
- 2000: Mary Kay Letourneau – Eine verbotene Liebe (All-American Girl: The Mary Kay Letourneau Story, Fernsehfilm)
- 2003: Blizzard – Das magische Rentier (Blizzard)
- 2013: Iris (Kurzfilm)
- 2013: Mama
- 2017: Shape of Water – Das Flüstern des Wassers (The Shape of Water)
- 2021: Antlers
- 2021: Nightmare Alley

## Auszeichnungen (Auswahl)
British Academy Film Award
- 2018: Nominierung in der Kategorie Bester Film (Shape of Water – Das Flüstern des Wassers)

Oscar
- 2018: Auszeichnung in der Kategorie Bester Film (Shape of Water – Das Flüstern des Wassers)
- 2022: Nominierung in der Kategorie Bester Film (Nightmare Alley)

Producers Guild of America Award
- 2018: Auszeichnung in der Kategorie Bester Kinofilm (Shape of Water – Das Flüstern des Wassers)